# Katharine Cornell
Katharine Cornell (Berlino, 16 febbraio 1893 – Tisbury, 9 giugno 1974) è stata un'attrice teatrale e scrittrice statunitense.
Dopo il debutto nel 1916, ottenne una grande popolarità nel 1925 con lo spettacolo Il cappello verde. Impresaria teatrale dal 1931 e moglie del celebre attore Guthrie McClintic, fu versatile interprete di William Shakespeare, George Bernard Shaw, Jean Anouilh e Rudolf Besier.

## Filmografia
- La taverna delle stelle (Stage Door Canteen), regia di Frank Borzage (1943)